# میلان (نیو اورلئان)
میلان (به انگلیسی: Milan) یک منطقهٔ مسکونی در ایالات متحده آمریکا است که در لوئیزیانا واقع شده‌است. میلان ۲٬۸۳۵ نفر جمعیت دارد و ۰٫۰ متر بالاتر از سطح دریا واقع شده‌است.